# تیمبله
تیمبله (به انگلیسی: Timebelle) گروه موسیقی سوئیسی است.
آن ها در مسابقه آواز یوروویژن ۲۰۱۷ نماینده سوئیس بودند .